# Maucor
Maucor is een gemeente in het Franse departement Pyrénées-Atlantiques (regio Nouvelle-Aquitaine) en telt 536 inwoners (2016). De plaats maakt deel uit van het arrondissement Pau.

## Geografie
De oppervlakte van Maucor bedraagt 4,9 km², de bevolkingsdichtheid is 94,1 inwoners per km².
De onderstaande kaart toont de ligging van Maucor met de belangrijkste infrastructuur en aangrenzende gemeenten.

## Demografie
Onderstaande figuur toont het verloop van het inwonertal (bron: INSEE-tellingen).